# Флавий Гипатий (консул 500 года)
Фла́вий Гипа́тий (Ипатий; лат. Flavius Hypatius, греч. Ὑπάτιος; казнён в 532 году) — византийский аристократ, военачальник во время правления Анастасия I и Юстина I, консул 500 года. Во время восстания «Ника» против Юстиниана I мятежники избрали его императором.

## Биография
Гипатий был племянником императора Анастасия I и по браку был связан с кланом Анициев. 
Именно благодаря влиянию своего дяди, который не имел детей и видел в своих племянниках возможных наследников, Ипатий стал консулом на 500 год. В 502 году началась римско-сасанидская война 502-506 годов. Ипатий, находившийся в числе полководцев византийской армии, участвовал в контрнаступлении 503 года, которое закончилась поражением. На него было возложена вина за поражение, он был отозван. Ипатий оставался рядом со своим дядей до конца его правления: в 513 году он командовал императорской армией во время восстания Виталиана, но на этот раз снова потерпел поражение, и Анастасию пришлось заплатить большую сумму, чтобы выкупить его.
Когда Анастасий умер в 518 году, Ипатий был кандидатом на трон, но он находился в Антиохии, далеко от Константинополя, и не играл никакой роли в определении преемника. Новый император Юстин I отнесся к нему благосклонно, и Ипатий, получив звание magister militum per Orientem (высшее военное звание), вместе с Руфином входил в состав посольства, отправленного Юстином к сасанидскому шахиншаху Хосрову I, который хотел, чтобы Юстин усыновил его сына. Согласно обвинению Руфина, Ипатий добровольно саботировал миссию, и Юстин временно отпустил его.
В разгар восстания «Ника», Гипатий вместе со своим братом Помпеем и Пробом (ещё один племянник Анастасия) были одними из главных кандидатов на имперский трон. Когда стало ясно, что толпа хочет нового императора, Проб бежал из города, а Гипатий и Помпей укрылись в Императорском дворце вместе с Юстинианом и остальной частью византийского сената. Они не хотели бунтовать против Юстиниана, опасаясь, что не получат широкой народной поддержки.
Юстиниан, опасаясь предательства, выгнал сенат из дворца, тем самым вручив братьев толпе. Несмотря на сопротивление жены, Гипатия оттащили от его дома и провозгласили императором на ипподроме. По всей видимости, после этого Гипатий изменил мнение и стал вживаться в роль императора.
Вскоре императорская гвардия успешно (хотя и кроваво) подавила беспорядки, а Гипатий был схвачен людьми Юстиниана. Юстиниан хотел пощадить Гипатия, но его жена Феодора переубедила его, и невольный узурпатор был казнён.